# Liste der Bodendenkmale in Dissen am Teutoburger Wald
In der Liste der Bodendenkmale in Dissen am Teutoburger Wald sind die Bodendenkmale der niedersächsischen Gemeinde Dissen am Teutoburger Wald aufgeführt. Die Quelle ist der Denkmalatlas Niedersachsen.
- Bitte beachten Sie, dass diese Liste keinen Anspruch auf Vollständigkeit erhebt.
- Die Angaben ersetzen nicht die rechtsverbindliche Auskunft der zuständigen Denkmalschutzbehörde.
- Es sind nur Daten aus dem Denkmalatlas verarbeitet.
- Der Stand der Liste ist der 24. Mai 2025.

Dissen am Teutoburger Wald im Landkreis Osnabrück

## Allgemein
In den Spalten finden sich folgende Informationen des Bodendenkmales:
| Lage         | geographische Koordinaten                                                           |
| Bezeichnung  | Bezeichnung lt. Denkmalatlas                                                        |
| Beschreibung | Beschreibung lt. Denkmalatlas                                                       |
| ID           | Objekt-ID                                                                           |
| Bild         | Bild, ggf. zusätzlich mit Link zu weiteren Fotos im Medienarchiv Wikimedia Commons. |

## Dissen
| Lage                       | Bezeichnung       | Beschreibung | ID       | Bild |
| -------------------------- | ----------------- | --- | -------- | ---- |
| 52° 6′ 50″ N, 8° 12′ 15″ O | Dissen 10, Kirche | Ehemalige Kirchhofsburg. Gesamtausdehnung ehemals ca. 130 (N-S) × 80 m. Die heutige St. Mauritiuskirche wurde 1276 geweiht. Weitergehende Erkenntnisse über die Vorgängerkirche und die ehemals hier bestehende, im Jahre 1236 zerstörte, curtis (Fronhof) können nur durch weitere Ausgrabungen gewonnen werden. Die prähistorischen Keramikscherben belegen eine Vorgängersiedlung in den Jahrzehnten um Christi Geburt. Innerhalb der in fränkischer Zeit planmäßig gegründeten curtis Dissen soll um 800 eine Taufkirche für den Süderberggau errichtet worden sein. Zur Zeit Bischof Bennos I. (1053-1068) befand sich der Hof im Besitz der Osnabrücker Kirche. | 28970555 | BW   |